# Roboto
Roboto  es una familia de fuentes tipográficas del tipo sans-serif desarrollada por Google como fuente del sistema operativo móvil Android 4.0 “Ice Cream Sandwich”.
Google describe la fuente como “moderna, pero a la vez accesible” y “emocional”. Toda la familia de fuentes ha sido liberada bajo la licencia Apache y fue puesta oficialmente para su descarga gratuita el 12 de enero de 2012, en el nuevo sitio web de Android Design. Pertenece al género neogrotesco de las tipografías sans-serif, e incluye los grosores fino, ligero, regular, medio, negrita y negra con estilos oblicuos correspondientes. También incluye estilos condensados en ligero, regular y negrita, también con diseños oblicuos correspondientes.

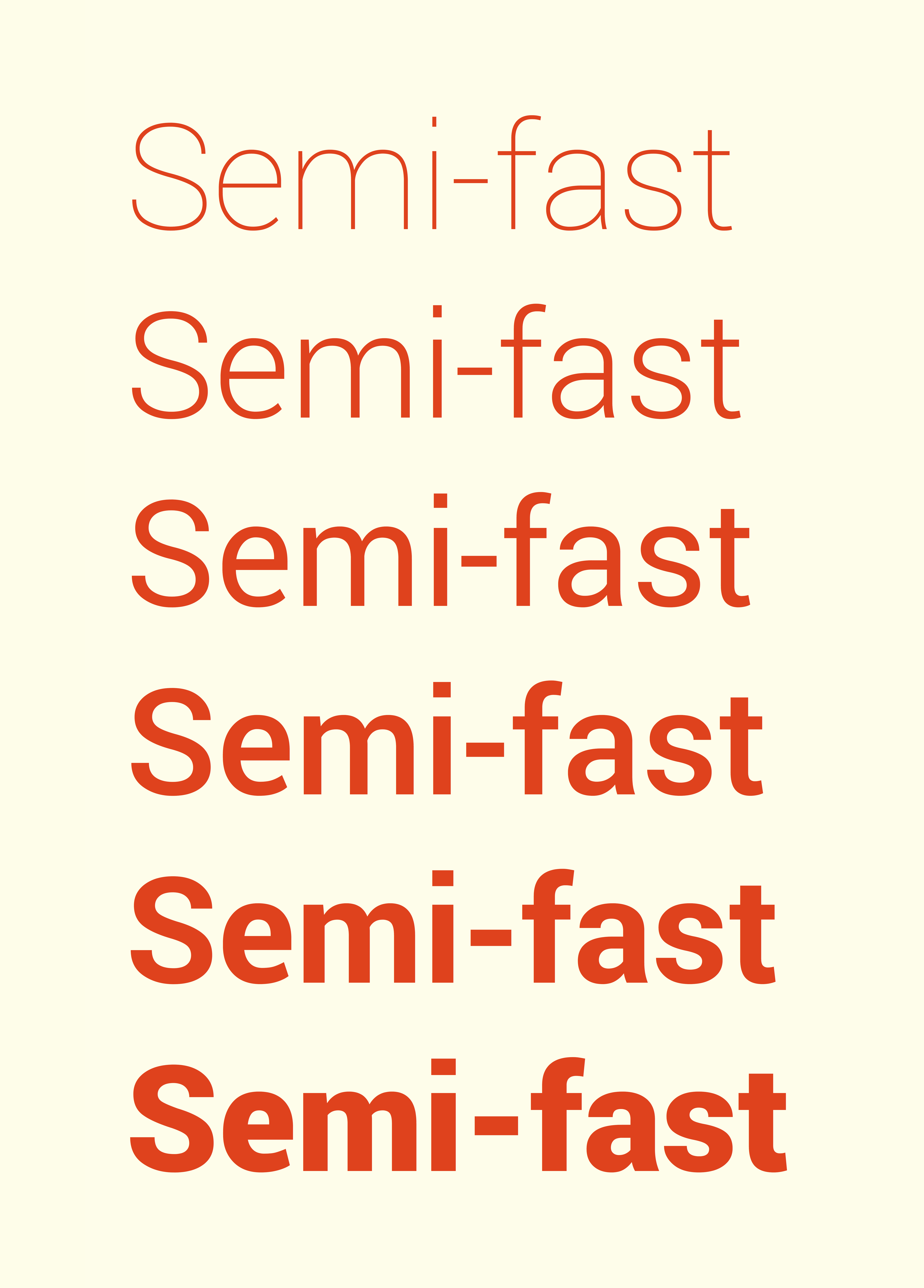
Un ejemplo de cómo la fuente Roboto aumenta el peso del fino al negro

## Desarrollo
La fuente fue completamente diseñada por el diseñador de interfaces de Google Christian Robertson, quien fuera el diseñador la fuente Titling  incluida en el sistema operativo Ubuntu.

### Rediseño
El 25 de junio de 2014, Matías Duarte anunció en Google I/O que Roboto fue rediseñado significativamente para Android 5.0 "Lollipop". Los cambios más significativos que se observan en los glifos son: B (encogimiento), R, P, a (espacio de expansión), D, O, C, Q, e, g (curvado), k y números: 1, 5, 6 , 7 y 9. Los signos de puntuación y los puntos en minúsculas i y j se cambiaron de puntos cuadrados a puntos redondeados.

## Recepción
Joshua Topolsky, editor en jefe de la red de noticias de tecnología The Verge, describió la fuente como "limpia y moderna, pero no demasiado futurísta; no es una fuente de ciencia ficción".

Fue anunciado esta sería la tipografía por defecto del centro multimedia Kodi en futuras versiones del programa.

## Soporte de idiomas
Roboto soporta caracteres latinos, griegos (parcialmente), y cirílicos.
En Android, la fuente Noto es usado por idiomas no soportados por Roboto, incluyendo el Chino (simplificado y tradicional), Japonés, Coreano, Tailandés e Hindí.

## Derivados

### Roboto Slab

Roboto Slab

Roboto Slab es una fuente de serifas slab basada en Roboto. Se presentó en marzo de 2013, como la fuente predeterminada en el servicio de anotaciones Google Keep  (la fuente se cambió a la fuente Roboto normal en 2018). Está disponible en cuatro pesos: fino, ligero, regular y negrita. Sin embargo, no se publicaron versiones oblicuas para ella. En noviembre de 2019, la fuente ha sido actualizada e introdujo 5 nuevos pesos: Extra-ligero, medio, seminegrita, extranegrita y negro, con un rango de fuentes variables desde el 100 hasta el 900. Roboto Slab ha sido actualizado con algunas características de la fuente Roboto normal y de otros tipos de letras slab-serif, como los glífos "R", "K", "k", "g", "C", "S", etc.  

### Roboto Mono

Roboto Mono

Roboto Mono es una fuente monoespaciada basada en Roboto. Está disponible en siete pesos: Fino, extra-ligero, ligero, regular, medio, seminegrita y negrita, con estilos oblicuos para cada peso.

### Heebo
Heebo es una extensión de Roboto que incluye caracteres hebreos.